# Ricky Skaggs
Richard Lee "Ricky" Skaggs (Cordell, 18 de julho de 1954) é um bandolinista, guitarrista, violinista, banjoísta e cantor norte-americano.

## Biografia
Ricky Skaggs começou a tocar após ganhar um bandolim de seu pai. Aos seis anos tocou bandolim com nada menos do que  Bill Monroe. Um ano depois já tocava em shows de TV com Lester Flatt and Earl Scruggs. Skaggs mudou-se para Nashville, Tennessee em 1980 indo para a gravadora Epic, onde produziu o álbum Waitin' For The Sun to Shine. Desde então, Skaggs já ganhou uma enorme quantidade de prêmios incluindo 14 prêmios Grammy e 8 prêmios da Country Music Association.
É casado com Sharon White e tem um casal de filhos: Molly Kate e Lucas. Ricky tem também outro casal de filhos de seu primeiro casamento: Andrew e Mandy.

## Prêmios

### Prêmios Grammy
- 1983 Best Country Instrumental Performance: New South (J.D. Crowe, Jerry Douglas, Todd Phillips, Tony Rice, Ricky Skaggs) for Fireball
- 1984 Best Country Instrumental Performance: Ricky Skaggs for Wheel Hoss
- 1986 Best Country Instrumental Performance (Orchestra, Group or Soloist): Ricky Skaggs for Raisin' The Dickins
- 1991 Best Country Vocal Collaboration: Ricky Skaggs, Steve Wariner & Vince Gill for Restless
- 1998 Best Bluegrass Album: Ricky Skaggs and Kentucky Thunder for Bluegrass Rules!
- 1998 Best Country Collaboration with Vocals: Clint Black, Joe Diffie, Merle Haggard, Emmylou Harris, Alison Krauss, Patty Loveless, Earl Scruggs, Ricky Skaggs, Marty Stuart, Pam Tillis, Randy Travis, Travis Tritt & Dwight Yoakam for Same Old Train
- 1999 Best Bluegrass Album: Ricky Skaggs and Kentucky Thunder for Ancient Tones
- 2000 Best Southern, Country, or Bluegrass Gospel Album: Ricky Skaggs and Kentucky Thunder for Soldier Of The Cross
- 2003 Best Country Performance By A Duo or Group With Vocal: Ricky Skaggs and Kentucky Thunder for A Simple Life
- 2004 Best Bluegrass Album: Ricky Skaggs and Kentucky Thunder for Brand New Strings
- 2006 Best Bluegrass Album: Ricky Skaggs and Kentucky Thunder for Instrumentals
- 2006 Best Musical Album For Children, "Songs From The Neighborhood, The Music Of Mr. Rogers"
- 2008 Best Southern, Country, or Bluegrass Gospel Album: Ricky Skaggs and The Whites for Salt Of The Earth
- 2009 Best Bluegrass Album "Honoring The Fathers Of Bluegrass 1946 & 47"
- 2016 Best Contemporary Christian Music Album (como produtor para Love Remains de Hillary Scott & The Scott Family )

### Prêmios da CMA (Country Music Association)
- 1982 Male Vocalist of the Year: Ricky Skaggs
- 1982 Horizon Award: Ricky Skaggs
- 1983 Instrumental Group of the Year: Ricky Skaggs Band
- 1984 Instrumental Group of the Year: Ricky Skaggs Band
- 1985 Entertainer of the Year: Ricky Skaggs
- 1985 Instrumental Group of the Year: Ricky Skaggs Band
- 1987 Vocal Duo of the Year: Ricky Skaggs & Sharon White

### Prêmios da IBMA (International Bluegrass Music Association)
- 1998 Instrumental Group Of The Year: Ricky Skaggs & Kentucky Thunder
- 1998 Album Of The Year: Ricky Skaggs & Kentucky Thunder for Bluegrass Rules!
- 1999 Instrumental Group Of The Year: Ricky Skaggs & Kentucky Thunder
- 2000 Instrumental Group Of The Year: Ricky Skaggs & Kentucky Thunder
- 2000 Instrumental Album Of The Year: David Grisman, Ronnie McCoury, Sam Bush, Frank Wakefield, Bobby Osborne, Jesse McReynolds, Ricky Skaggs & Buck White for Bluegrass Mandolin Extravaganza
- 2000 Recorded Event Of The Year: David Grisman, Ronnie McCoury, Sam Bush, Frank Wakefield, Bobby Osborne, Jesse McReynolds, Ricky Skaggs & Buck White for Bluegrass Mandolin Extravaganza
- 2002 Instrumental Group Of The Year: Ricky Skaggs & Kentucky Thunder
- 2003 Instrumental Group Of The Year: Ricky Skaggs & Kentucky Thunder
- 2004 Instrumental Group Of The Year: Ricky Skaggs & Kentucky Thunder
- 2005 Instrumental Group Of The Year: Ricky Skaggs & Kentucky Thunder
- 2006 Instrumental Group Of The Year: Ricky Skaggs & Kentucky Thunder
- 2008 Recorded Event of the Year: Everett Lilly & Everybody and Their Brother; Featuring Everett Lilly, Bea Lilly, Charles Lilly, Daniel Lilly, Mark Lilly, Marty Stuart, Rhonda Vincent, Billy Walker, Ronnie McCoury, Rob McCoury, David Ball, Charlie Cushman, Larry Stephenson, Joe Spivey, Eddie Stubbs, Jason Carter, Dickey Lee, Freddy Weller, Mike Bub, Rad Lewis, Andy May, Darrin Vincent, Marcia Campbell, Clay Rigdon, Eric Blankenship and Bill Wolfenbarger (artists); Charles Lilly & Bill Wolfenbarger (producers); Swift River Music

BluegrassJournal.com Readers Poll: We Are Family; Jeff & Sheri Easter, The Lewis Family & The Easter Brothers (artists); Jeff & Sheri Easter (producers); Daywind Records